# George Eric McCuaig
George Eric McCuaig, kanadski general, * 1885, † 1958.